# WorldView-2
 WorldView-2  — коммерческий спутник, предназначенный для наблюдения Земли. Принадлежит компании DigitalGlobe.
Спутник WorldView-2 входит в группу из 6 спутников (QuickBird, WorldView-1, WorldView-2, WorldView-3, GeoEye, IKONOS), общая производительность съемки которой более 3 млн кв. метров в сутки.

## Краткая характеристика спутника
Спутник WorldView-2 создавался без привлечения средств федерального бюджета на собственные деньги компании DigitalGlobe и коммерческих инвесторов. WorldView-2 является первым коммерческим аппаратом с восьмиканальным спектрометром, который включает традиционные спектральные каналы: красный, зелёный, синий и ближний инфракрасный-1 (NIR-1), а также четыре дополнительных канала: фиолетовый (coastal), жёлтый, «крайний красный» (rede edge), ближний инфракрасный-2 (NIR-2). Спектральные каналы спутника WorldView-2 могут обеспечить более высокую точность при детальном анализе состояния растительности, береговой линии и прибрежной акватории. Данные, получаемые с этого спутника, имеют точность геопривязки не менее 4 м СКО без применения наземных точек привязки.

## Применение
Некоторые космические снимки WorldView-2 могут использоваться в интернет-сервисах Google Планета Земля и Карты Google.
Высокое пространственное разрешение и широкий спектральный диапазон позволяют решать задачи картографии, мониторинг изменений земной поверхности, широкий круг задач охраны окружающей среды. Наличие дополнительных спектральных каналов расширяют возможности анализа изображений, в частности увеличивают диапазон типов распознаваемых объектов (разные виды растительности или подводные живые микроорганизмы); расширяют число оцениваемых параметров и позволяют различать инородные объекты; улучшают качество цветопередачи, приближая его к естественному восприятию человека.